# دارجميل (الشعر)

تعديل مصدري - تعديل

دارجميل محلة تابعة لقرية ذى صية، التابعة لعزلة القابل الاسفل بمديرية الشعر إحدى مديريات محافظة إب في الجمهورية اليمنية، بلغ تعداد سكانها 64 حسب تعداد اليمن لعام 2004.